# Emotions (青山テルマのアルバム)
『Emotions』（エモーションズ）は、青山テルマの2枚目のアルバムである。2009年9月9日にリリース。

## 概要
- 約1年半ぶりにリリースされたオリジナルアルバム。DVD付き初回限定盤 (3,300円) とCDのみの通常盤(2,800円) の2種類がある。
- 1stクップスDVD『Motions -Thelma Clips Vol.1-』が同時リリース。
- 初回限定盤のDVD版にはスリーブケース仕様、ジャケット撮影やPV撮影でのオフショットのDVD『Emotions --Visual MakingDVD-』が付く。

## 収録曲
1. Intro
2. 忘れないよ
（作詞：MOMO "mocha" N / 作曲：MOMO "mocha" N, U-Key zone）
6thシングル。映画『HACHI 約束の犬』の主題歌。
3. Happiness
（作詞：青山テルマ, H.U.B. / 作曲：Koichi Tsutaya / 編曲：Kazunori Fujimoto）
花王「エッセンシャル」CMソング。
4. 二人の約束の日
（作詞：童子-T, 青山テルマ / 作曲：童子-T, Shingo.S）
童子-Tのアルバム『12 Love Stories』（2008年9月24日）でリリースした「約束の日 feat.青山テルマ」のアンサーソング。6月17日、配信限定シングルとしてリリースした。
5. I'm Sorry
（作詞：MIZUE / 作曲：Alfred Tuohey, Jasmine Anderson / 編曲：SiZK from ★STARGUiTAR）
6. KEEP ON
（作詞：青山テルマ / 作曲：Daisuke Inoue）
7. 素直になれなくて
（作詞：青山テルマ / 作曲：青山テルマ, Akihiro Sato / 編曲：YANAGIMAN）
8. 届けたい… feat. KEN THE 390
（作詞：KEN THE 390, 青山テルマ / 作曲：KEN THE 390, DJ KOMORI, UTA）
7thシングルの初の両A面。KEN THE 390の2枚目のシングル「届けたくて… feat. 青山テルマ」のアンサーソング。
9. Baby, I love you
（作詞：青山テルマ / 作曲：Carl Utbult, Thomas G:son / 編曲：YANAGIMAN）
10. LOOK
（作詞：Danny Schofield, Winston Thomas, 青山テルマ / 作曲：Danny Schofield, Winston Thomas, Larry Nacht, Shelene Thomas / 編曲：AKIRA ～googolplex muzic～）
11. WANNA COME AGAIN feat. VERBAL (m-flo)
（作詞・作曲：LISA・VERBAL and Taku / Additional Words & Music：VERBAL）
m-floの「come again」のインスパイアソング。2009年9月16日にリリースされたm-floの10周年記念超豪華トリビュートアルバム『m-flo TRIBUTE ～maison de m-flo～』で本曲をカバーする。
12. Cinderella Story
（作詞：青山テルマ / 作曲：青山テルマ, Jeff Miyahara, Jeremy Soule / 編曲：Jeff Miyahara, Jeremy Soule）
ブルボン「クラッシュルマンド」CMソング。